# Agritubel (wielerploeg)/2008
Deze pagina geeft een overzicht van de wielerploeg Agritubel in 2008.
| Naam                  | Geboortedatum | Nationaliteit | Ploeg 2007        |
| --------------------- | ------------- | ------------- | ----------------- |
| Émilien-Benoît Bergès | 13-01-1983    | Frankrijk     |                   |
| Freddy Bichot         | 09-09-1979    | Frankrijk     |                   |
| Maxime Bouet          | 03-11-1986    | Frankrijk     |                   |
| Steven Caethoven      | 09-05-1981    | België        | Chocolade Jacques |
| Jimmy Casper          | 28-05-1978    | Frankrijk     | Unibet.com        |
| Cedric Coutouly       | 26-01-1980    | Frankrijk     |                   |
| Romain Feillu         | 16-04-1984    | Frankrijk     |                   |
| Mikel Gaztanaga       | 30-12-1979    | Spanje        |                   |
| Eduardo Gonzalo       | 25-08-1983    | Spanje        |                   |
| Cédric Hervé          | 14-11-1979    | Frankrijk     |                   |
| Kevyn Ista            | 25-11-1984    | België        |                   |
| Nicolas Jalabert      | 13-04-1973    | Frankrijk     |                   |
| David Le Lay          | 30-12-1979    | Frankrijk     | (vanaf 30/06)     |
| Geoffroy Lequatre     | 30-06-1981    | Frankrijk     | Cofidis           |
| Christophe Moreau     | 12-49-1971    | Frankrijk     | Ag2r Prévoyance   |
| Anthony Ravard        | 28-09-1983    | Frankrijk     |                   |
| Christophe Rinero     | 29-12-1973    | Frankrijk     | Saunier Duval     |
| Benoît Salmon         | 09-05-1974    | Frankrijk     |                   |
| Benoît Sinner         | 07-08-1984    | Frankrijk     |                   |
| Nicolas Vogondy       | 08-08-1977    | Frankrijk     |                   |

2005 · 2006 · 2007 · 2008 · 2009